# Anellozetes bicuspidatus
Anellozetes bicuspidatus är en kvalsterart som först beskrevs av Sandór Mahunka 1985.  Anellozetes bicuspidatus ingår i släktet Anellozetes och familjen Humerobatidae. Inga underarter finns listade i Catalogue of Life.